# قیمت سایه
قیمت سایه (انگلیسی: Shadow price) قیمتی است که از تقاطع منحنی‌های عرضه و تقاضای کالا حاصل نمی‌شود، اما به نوعی می‌تواند بر اساس محدودیت منابع تعیین شود. قیمت سایه‌ای برای کالاهایی که بازار آزاد ندارند، کاربرد دارد. قیمت‌های سایه در تحلیل هزینه منفعت و در اعمال برنامه‌ریزی ریاضی، بر اقتصاد برنامه‌ای مورد استفاده قرار می‌گیرند. این قیمت‌ها هزینهٔ فرصت تولید یا مصرف کالایی را نشان می‌دهند و به‌طور کلی در اقتصاد معامله نمی‌شوند. در اقتصاد بازار نیز برخی تولیدات مانند بهداشت، آموزش و پرورش، کیفیت و محیط زیست، به قیمت بازار در نمی‌آیند.
مجموعه‌ای از قیمت‌های سایه که نشان‌دهندهٔ نسبت نهایی جانشینی مصرف‌کننده یا نسبت نهایی تبدیل تولیدکننده میان این گونه کالاها است، امکان دارد محاسبه شود؛ و این قیمت منعکس‌کنندهٔ هزینه‌های نهایی تولید یا ارزش نهایی استعمال آن‌ها به عنوان منابع یا در داده‌ها است. در صورتی که قیمت‌های بازار هزینه‌های فرصت را منعکس ننمایند، تحلیل هزینه-فایده می‌تواند جایگزین قیمت‌های سایه شود.
اصطلاح قیمت سایه برمی گردد به ارزش‌های پولی ای که در حال حاضر غیرقابل شناخت اند یا هزینه‌هایی که برای محاسبه ان‌ها با دشواری مواجه‌ایم. مبدأ اصلی ای هزینه‌ها خارجی کردن هزینه‌ها می‌باشد برای مثال یک بنگاه تولیدی را در نظر بگیرید که دارای یک کارخانه پر از تجهیزات و پرسنل است، صاحب بنگاه احتمالاً قیمت سایه را برای چند واحد بیشتر تولید یا به زبانی دیگر هزینهٔ اضافه کاری را تخمین می‌زند. به این ترتیب برخی از کالاها و خدمات اعم از کالاهای اطلاعاتی ممکن است قیمت سایه‌ای نزدیک به صفر داشته باشند.
به بیانی ساده‌تر قیمت سایه را می‌توان هزینه تصمیم گیری‌های حاشیه‌ای بدون در نظر گرفتن هزینه کل تعریف کرد.
برای مثال شما میتوانید قیمت سایه یک سفر را با احتساب هزینه سوخت تخمین بزنید اما بعید به نظر می‌رسد شما سایشی که در لاستیک‌ها به وجود می‌آید یا هزینه پولی که برای خرید ماشین قرض گرفته‌اید را محاسبه کنید.
به زبانی دیگر قیمت سایه مطلوبیت نهایی از بین بردن محدودیت‌ها یا هزینه نهایی تقویت و مستحکم کردن محدودیت هاست.
در کسب و کار قیمت سایه حداکثر قیمتی است که مدیریت برای یک واحد اضافی از یک منبع محدود حاضر است پرداخت کند . 
برای مثال اگر یک خط تولید در حال حاضر حداکثر ٤٠ ساعت کار می‌کند ، قیمت سایه حداکثر قیمتی است که مدیر بنگاه حاضر است برای یک ساعت بیشتر کار بپردازد.
قیمت سایه ضریب فزایندهٔ لاگرانژ در حالت بهینهٔ ان است. یعنی هر تغییر کوچک و ناچیزی در تابع هدف ناشی از یک تغییر کوچک در قید می‌باشد. این تغییرات از انجا نشاٰت می‌گیرد که شیب تابع هدف یک ترکیب خطی از شیب تابع قید با وزن برابر ضریب فزاینده هاست . هر قیدی در مساله بهینه‌سازی یک قیمت سایه یا در واقع یک متغیر دوگانه دارد.
ارزش قیمت سایه‌ای می‌تواند تصمیم گیرنده‌هایی بسازد که با بصیرت به مشکلات می نگرند.
برای مثال اگر محدودیتی کار موجود برای شمارا به ٤٠ ساعت در هفته محدود کند قیمت سایه به شما خواهد گفت که چه مقدار باید تمایل داشته باشید برای یک ساعت بیشتر کار بپردازید. اگر قیمت سایه ١٠$ باشد ، شما نباید حاضر باشید بیش از ١٠$ برای یک ساعت کار بپردازید.
هزینه‌های کاری که کمتر از ١٠$ برای هر ساعت اند، ارزش هدف را افزایش خواهند داد. هزینه‌های کاری که بیشتر از ١٠$ به ازای هر ساعت اند ارزش هدف را کاهش خواهند داد. اما هزینه‌هایی که دقیقاً ١٠$ به ازای هر ساعت اند ارزش هدف را ثابت نگه می‌دارند.
در کتاب Applied System Analysis که نویسنده ان Richard De Nevifile نیز به بررسی این مفهوم پرداخته شده‌است.

## قیمت سایه در سرمایه‌گذاری
پول نقد در بازار همیشه با یک ارزش اسمی ١$ به ازای هر سهم قیمت‌گذاری می‌شود اگرچه این ١$ ارزش منابع مالی را به‌طور دقیق منعکس نمی‌کند.
قیمت سایه برمی گردد به ارزش مستهلک شده کالا نه به ارزشی که در بازار تعیین شده‌است. 

## قیمت سایه بر روی ترازنامه
قبل از بحث مقررات کافی ، برای قیمت‌گذاری بر اساس بازار روی یک سری از کالاها، یک سری ارگان‌های محافظه کارانه روی ترازنامه‌شان یک ارزشی که فکر می‌کنند بازتاب دقیقی از ارزش کالاها برای عملکردشان است وضع می‌کنند.
برای مثال شرکت مایکروسافت این ارزش را معادل ٢٧$ بر تن برای نشریات کاربن‌اش قیمت‌گذاری کرده که بعداً صورتحساب آن را به P&L واحدهای تجاری مستقل اش فرستاده و با این کار انرژی‌های تجدید پذیر و برنامه‌های کارایی کمپانی خود را تأمین می‌کنند.  

## قیمت سایه‌ای ارز خارجی

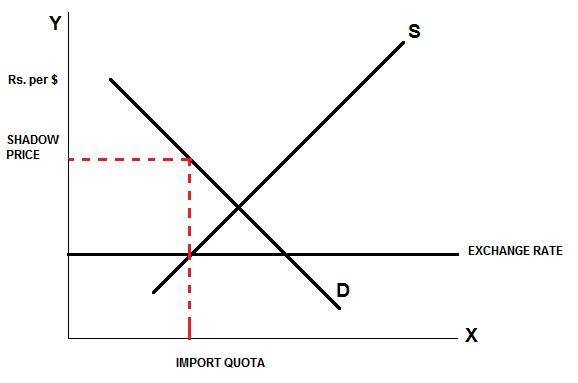
ForexShadowPrice

## مثال 1
یک مصرف‌کننده را در نظر بگیرید که با قیمت‌های {\displaystyle \,\!p_{1},p_{2}} مواجه است و درآمدی معادل {\displaystyle \,\!m} دارد ، مسأله‌ای که مصرف‌کننده با ان مواجه است به صورت زیر می‌باشد:
{\displaystyle \max\{\,\!u(x_{1},x_{2}){\mbox{ }}:{\mbox{ }}p_{1}x_{1}+p_{2}x_{2}=m\}}.
و تشکیل تابع کمکی لاگرانژ ان :
{\displaystyle \,\!L(x_{1},x_{2},\lambda ):=u(x_{1},x_{2})+\lambda (m-p_{1}x_{1}-p_{2}x_{2})}
با پذیرفتن شرایط اولیه و راه حل ان نقاط {\displaystyle \,\!x_{1}^{*}{\mbox{, }}x_{2}^{*}{\mbox{, }}\lambda ^{*}} را بدست می اوریم که تساوی زیر را نتیجه می دهند:
{\displaystyle \lambda ^{*}={\frac {\frac {\partial u(x_{1}^{*},x_{2}^{*})}{\partial x_{1}}}{p_{1}}}={\frac {\frac {\partial u(x_{1}^{*},x_{2}^{*})}{\partial x_{2}}}{p_{2}}}}
این فرمول‌ها یک تفسیر واضحی از ضریب فزاینده لاگرانژ در زمینه حداکثرسازی رفاه مصرف‌کننده به ما می‌دهد. اگر مصرف‌کننده در سطح مصرف مطلوب خود که مطلوبیت نهایی هر دلار برای هر کالا برابر {\displaystyle \,\!\lambda ^{*}}باشد ١$ اضافی بدست اورد ، بنابراین تغییر در حداکثر مطلوبیت به ازای یک دلار اضافی از درآمد از زمانی که مطلوبیتی که مصرف‌کننده کسب می‌کند برابر با مطلوبیت نهایی ای باشد که به ازای خرج کردن هر دلار از درآمد نهایی خود بدست می اورد، {\displaystyle \,\!\lambda ^{*}} خواهد بود.
در این جا مفهوم قیمت سایه اهمیت چندانی ندارد زیرا تابع هدف (مطلوبیت) و محدودیت (درامد) با واحدهای مختلف اندازه‌گیری می‌شوند.

## مثال ٢
با ثابت نگه داشتن قیمت‌ها ،اگر طبق تعریف داشته باشیم:
{\displaystyle U(p_{1},p_{2},m)=\max\{\,\!u(x_{1},x_{2}){\mbox{ }}:{\mbox{ }}p_{1}x_{1}+p_{2}x_{2}=m\}}،
سپس تساوی زیر را داریم:
{\displaystyle \,\!U(p_{1},p_{2},m)=u(x_{1}^{*}(p_{1},p_{2},m),x_{2}^{*}(p_{1},p_{2},m))}،
که {\displaystyle \,\!x_{1}^{*}(\cdot ,\cdot ,\cdot ),x_{2}^{*}(\cdot ,\cdot ,\cdot )} توابع تقاضای ما هستند.
{\displaystyle x_{i}^{*}(p_{1},p_{2},m)=\arg \max\{\,\!u(x_{1},x_{2}){\mbox{ }}:{\mbox{ }}p_{1}x_{1}+p_{2}x_{2}=m\}{\mbox{ for }}i=1,2}
سپس تابع هزینه مطلوب را تعریف می‌کنیم:
{\displaystyle \,\!E(p_{1},p_{2},m)=p_{1}x_{1}^{*}(p_{1},p_{2},m)+p_{2}x_{2}^{*}(p_{1},p_{2},m)}
با فرض تمایز و اینکه {\displaystyle \,\!\lambda ^{*}} در قیمتهای {\displaystyle \,\!p_{1},p_{2},m} راه حل ماست ، سپس با استفاده از قانون زنجیره‌ای داریم:
{\displaystyle \,\!{\frac {\partial U}{\partial m}}={\frac {\partial u}{\partial x_{1}}}{\frac {\partial x_{1}^{*}}{\partial m}}+{\frac {\partial u}{\partial x_{2}}}{\frac {\partial x_{2}^{*}}{\partial m}}=\lambda ^{*}p_{1}{\frac {\partial x_{1}^{*}}{\partial m}}+\lambda ^{*}p_{2}{\frac {\partial x_{2}^{*}}{\partial m}}=\lambda ^{*}\left(p_{1}{\frac {\partial x_{1}^{*}}{\partial m}}+p_{2}{\frac {\partial x_{2}^{*}}{\partial m}}\right)=\lambda ^{*}{\frac {\partial E}{\partial m}}}
اکنون نتیجه میگیریم :
{\displaystyle \,\!\lambda ^{*}={\frac {\partial U/\partial m}{\partial E/\partial m}}\approx {\frac {\Delta {\mbox{Optimal Utility }}}{\Delta {\mbox{Optimal Expenditure}}}}}
این روابط مجدداً تفسیر واضحی به ما می‌دهند، یک دلار اضافی از مصرف مطلوب منجر به {\displaystyle \,\!\lambda ^{*}} واحد مطلوبیت بهینه می‌شود.

## مطالعه بیشتر
- Kanbur, Ravi (1987), "Shadow pricing",  in Eatwell, John; Milgate, Murray; Newman, Peter K. (eds.), The New Palgrave: a dictionary of economics, volume IV (2nd ed.), London New York Tokyo: Macmillan Stockton Press Maruzen, pp. 316–317, ISBN 9780333740408.
- Misra, S.K.; Puri, V.K. (2012). Economics of development and planning: Theory and practice. Mumbai: Himalaya Publishing. ISBN 9789350518403.
- Hueting, Roefie (2011). "The future of the Environmentally sustainable national income". Ökologisches Wirtschaften. Ökologisches Wirtschaften online. 25 (4): 30–35.{{cite journal}}:  نگهداری CS1: پست اسکریپت (link)